# King of the Ring 1998
King of the Ring 1998 è stata la sesta edizione dell'omonimo pay-per-view prodotto annualmente dalla World Wrestling Federation. L'evento si è svolto il 28 giugno 1998 alla Civic Arena di Pittsburgh (Pennsylvania).
Questo pay-per-view è principalmente ricordato per via del famoso Hell in a Cell match tra Mankind e The Undertaker, da molti considerato l'incontro più celebre nella storia del wrestling per via della sua pericolosità.

## Evento

### Hell in a Cell match
L'evento è principalmente noto per il celebre incontro a stipulazione speciale Hell in a Cell disputatosi tra The Undertaker e Mankind (Mick Foley), diventato nel corso degli anni uno dei più visti e discussi match nella storia del wrestling professionistico a causa della violenza dello stesso e degli infortuni che riportò Foley.
Prima del match, Foley e Terry Funk discussero dell'Hell in a Cell dell'anno prima, svoltosi al ppv Badd Blood: In Your House, nel quale Undertaker aveva scaraventato Shawn Michaels contro la porta d'acciaio della gabbia. Foley e Funk stavano cercando di farsi venire qualche idea per rendere speciale l'incontro, quando Funk disse ridendo: «Magari puoi farti buttare giù dalla cima della gabbia!»
Il match iniziò proprio sulla cima della gabbia con i due avversari intenti a lottare verso la parte opposta dell'entrata, dal lato del tavolo dei commentatori. Pochi minuti dopo, The Undertaker gettò Foley dalla cima della gabbia facendogli fare un volo di quasi cinque metri direttamente sul tavolo dei commentatori spagnoli che si fracassò. Foley rimase privo di sensi fino a quando i paramedici non cercarono di portarlo via in barella dall'arena, quindi, toltosi la maschera di Mankind, un sorridente Foley tornò a scalare la gabbia per continuare il match, nonostante avesse una spalla slogata. Undertaker e Foley continuarono a combattere fino a quando Undertaker con una chokeslam fece sfondare a Foley il soffitto della struttura facendolo precipitare sul ring svenuto. Anche se a quel punto, il personale medico e lo staff WWF cercarono di intervenire per porre fine al match, Foley disse di voler continuare ugualmente nonostante la perdita di alcuni denti. Alla fine del match entrambi i wrestler ricevettero una standing ovation.

## Risultati
| # | Risultati | Stipulazioni                                          | Durata |
| - | --- | ----------------------------------------------------- | ------ |
| 1 | Mosh, Thrasher e Taka Michinoku hanno sconfitto Dick Togo, Funaki e Men's Teioh                                                                  | 6-Men Tag Team match                                  | 06:44  |
| 2 | Ken Shamrock ha sconfitto Jeff Jarrett (con Tennessee Lee) per sottomissione                                                                     | Semifinale del King of the Ring                       | 05:29  |
| 3 | The Rock ha sconfitto Dan Severn | Semifinale del King of the Ring                       | 04:25  |
| 4 | Too Much (Brian Christopher e Scott Taylor) hanno sconfitto Al Snow e Head                                                                       | Tag Team match con Jerry Lawler come arbitro speciale | 08:26  |
| 5 | X-Pac (con Chyna) ha sconfitto Owen Hart | Single match                                          | 08:30  |
| 6 | The New Age Outlaws (Billy Gunn e Road Dogg) (c) (con Chyna) hanno sconfitto The New Midnight Express (Bart Gunn e Bob Holly) (con Jim Cornette) | Tag Team match per i WWF Tag Team Championship        | 09:34  |
| 7 | Ken Shamrock ha sconfitto The Rock per sottomissione                                                                                             | Finale del King of the Ring                           | 14:09  |
| 8 | The Undertaker ha sconfitto Mankind | Hell in a Cell match                                  | 17:00  |
| 9 | Kane (con Paul Bearer) ha sconfitto Steve Austin (c)                                                                                             | First Blood match per il WWF Championship             | 15:58  |

### Torneo King of the Ring
|  | Ottavi di finale (Raw) | Ottavi di finale (Raw) | Ottavi di finale (Raw) |              |               | Quarti di finale (Raw) | Quarti di finale (Raw) | Quarti di finale (Raw) |  |  | Semifinali (King of the Ring) | Semifinali (King of the Ring) | Semifinali (King of the Ring) |  |  | Finale (King of the Ring) | Finale (King of the Ring) | Finale (King of the Ring) |  |
|  |                        |                        |                        |              |               |                        |                        |                        |  |  |                               |                               |                               |  |  |                           |                           |                           |  |
|  | Vader                  | Vader                  | 4:41                   |              |               |                        |                        |                        |  |  |                               |                               |                               |  |  |                           |                           |                           |  |
|  | Vader                  | Vader                  | 4:41                   |              |               |                        |                        |                        |  |  |                               |                               |                               |  |  |                           |                           |                           |  |
|  | The Rock               | The Rock               | Schienamento           |              |               |                        |                        |                        |  |  |                               |                               |                               |  |  |                           |                           |                           |  |
|  | The Rock               | The Rock               | Schienamento           |              | The Rock      | The Rock               | Schienamento           |                        |  |  |                               |                               |                               |  |  |                           |                           |                           |  |
|  |                        |                        |                        |              | The Rock      | The Rock               | Schienamento           |                        |  |  |                               |                               |                               |  |  |                           |                           |                           |  |
|  |                        |                        | Triple H               | Triple H     | 8:08          |                        |                        |                        |  |  |                               |                               |                               |  |  |                           |                           |                           |  |
|  | Triple H               | Triple H               | Triple H               | Triple H     | 8:08          | CO                     |                        |                        |  |  |                               |                               |                               |  |  |                           |                           |                           |  |
|  | Triple H               | Triple H               |                        |              |               |                        |                        |                        |  |  |                               |                               |                               |  |  |                           |                           |                           |  |
|  | X-Pac                  | X-Pac                  | 5:11                   |              |               |                        |                        |                        |  |  |                               |                               |                               |  |  |                           |                           |                           |  |
|  | X-Pac                  | X-Pac                  | 5:11                   |              | The Rock      | The Rock               | Schienamento           |                        |  |  |                               |                               |                               |  |  |                           |                           |                           |  |
|  |                        |                        |                        |              |               |                        |                        |                        |  |  |                               |                               |                               |  |  |                           |                           |                           |  |
|  |                        |                        | Dan Severn             | Dan Severn   | 4:25          |                        |                        |                        |  |  |                               |                               |                               |  |  |                           |                           |                           |  |
|  | Owen Hart              | Owen Hart              | Dan Severn             | Dan Severn   | 4:25          | Sottomissione          |                        |                        |  |  |                               |                               |                               |  |  |                           |                           |                           |  |
|  | Owen Hart              | Owen Hart              |                        |              |               |                        |                        |                        |  |  |                               |                               |                               |  |  |                           |                           |                           |  |
|  | Scorpio                | Scorpio                | 5:16                   |              |               |                        |                        |                        |  |  |                               |                               |                               |  |  |                           |                           |                           |  |
|  | Scorpio                | Scorpio                | 5:16                   |              | Owen Hart     | Owen Hart              | Sottomissione          |                        |  |  |                               |                               |                               |  |  |                           |                           |                           |  |
|  |                        |                        |                        |              | Owen Hart     | Owen Hart              | Sottomissione          |                        |  |  |                               |                               |                               |  |  |                           |                           |                           |  |
|  |                        |                        | Dan Severn             | Dan Severn   | 3:00          |                        |                        |                        |  |  |                               |                               |                               |  |  |                           |                           |                           |  |
|  | D'Lo Brown             | D'Lo Brown             | Dan Severn             | Dan Severn   | 3:00          | Sottomissione          |                        |                        |  |  |                               |                               |                               |  |  |                           |                           |                           |  |
|  | D'Lo Brown             | D'Lo Brown             |                        |              |               |                        |                        |                        |  |  |                               |                               |                               |  |  |                           |                           |                           |  |
|  | Dan Severn             | Dan Severn             | 3:08                   |              |               |                        |                        |                        |  |  |                               |                               |                               |  |  |                           |                           |                           |  |
|  | Dan Severn             | Dan Severn             | 3:08                   |              | The Rock      | The Rock               | 14:09                  |                        |  |  |                               |                               |                               |  |  |                           |                           |                           |  |
|  |                        |                        |                        |              |               |                        |                        |                        |  |  |                               |                               |                               |  |  |                           |                           |                           |  |
|  |                        |                        | Ken Shamrock           | Ken Shamrock | Sottomissione |                        |                        |                        |  |  |                               |                               |                               |  |  |                           |                           |                           |  |
|  | Ken Shamrock           | Ken Shamrock           | Ken Shamrock           | Ken Shamrock | Sottomissione | Sottomissione          |                        |                        |  |  |                               |                               |                               |  |  |                           |                           |                           |  |
|  | Ken Shamrock           | Ken Shamrock           |                        |              |               |                        |                        |                        |  |  |                               |                               |                               |  |  |                           |                           |                           |  |
|  | Kama Mustafa           | Kama Mustafa           | 2:43                   |              |               |                        |                        |                        |  |  |                               |                               |                               |  |  |                           |                           |                           |  |
|  | Kama Mustafa           | Kama Mustafa           | 2:43                   |              | Ken Shamrock  | Ken Shamrock           | Schienamento           |                        |  |  |                               |                               |                               |  |  |                           |                           |                           |  |
|  |                        |                        |                        |              | Ken Shamrock  | Ken Shamrock           | Schienamento           |                        |  |  |                               |                               |                               |  |  |                           |                           |                           |  |
|  |                        |                        | Mark Henry             | Mark Henry   | 4:37          |                        |                        |                        |  |  |                               |                               |                               |  |  |                           |                           |                           |  |
|  | Mark Henry             | Mark Henry             | Mark Henry             | Mark Henry   | 4:37          | Schienamento           |                        |                        |  |  |                               |                               |                               |  |  |                           |                           |                           |  |
|  | Mark Henry             | Mark Henry             |                        |              |               |                        |                        |                        |  |  |                               |                               |                               |  |  |                           |                           |                           |  |
|  | Terry Funk             | Terry Funk             | 4:55                   |              |               |                        |                        |                        |  |  |                               |                               |                               |  |  |                           |                           |                           |  |
|  | Terry Funk             | Terry Funk             | 4:55                   |              | Ken Shamrock  | Ken Shamrock           | Sottomissione          |                        |  |  |                               |                               |                               |  |  |                           |                           |                           |  |
|  |                        |                        |                        |              |               |                        |                        |                        |  |  |                               |                               |                               |  |  |                           |                           |                           |  |
|  |                        |                        | Jeff Jarrett           | Jeff Jarrett | 5:29          |                        |                        |                        |  |  |                               |                               |                               |  |  |                           |                           |                           |  |
|  | Jeff Jarrett           | Jeff Jarrett           | Jeff Jarrett           | Jeff Jarrett | 5:29          | Schienamento           |                        |                        |  |  |                               |                               |                               |  |  |                           |                           |                           |  |
|  | Jeff Jarrett           | Jeff Jarrett           |                        |              |               |                        |                        |                        |  |  |                               |                               |                               |  |  |                           |                           |                           |  |
|  | Faarooq                | Faarooq                | 3:32                   |              |               |                        |                        |                        |  |  |                               |                               |                               |  |  |                           |                           |                           |  |
|  | Faarooq                | Faarooq                | 3:32                   |              | Jeff Jarrett  | Jeff Jarrett           | Schienamento           |                        |  |  |                               |                               |                               |  |  |                           |                           |                           |  |
|  |                        |                        |                        |              | Jeff Jarrett  | Jeff Jarrett           | Schienamento           |                        |  |  |                               |                               |                               |  |  |                           |                           |                           |  |
|  |                        |                        | Marc Mero              | Marc Mero    | 4:31          |                        |                        |                        |  |  |                               |                               |                               |  |  |                           |                           |                           |  |
|  | Marc Mero              | Marc Mero              | Marc Mero              | Marc Mero    | 4:31          | Schienamento           |                        |                        |  |  |                               |                               |                               |  |  |                           |                           |                           |  |
|  | Marc Mero              | Marc Mero              |                        |              |               |                        |                        |                        |  |  |                               |                               |                               |  |  |                           |                           |                           |  |
|  | Steve Blackman         | Steve Blackman         | 2:57                   |              |               |                        |                        |                        |  |  |                               |                               |                               |  |  |                           |                           |                           |  |